# 艾伦·哈特利
艾伦·哈特利（英語：Alan Hatherly，1996年3月15日—），南非男子自行车运动员，2018年英联邦运动会男子越野赛铜牌得主、2024年夏季奥林匹克运动会男子越野赛铜牌得主。